# Daniel Taradash
Daniel Irwin Taradash (ur. 29 stycznia 1913 w Louisville, zm. 22 lutego 2003 w Los Angeles) – amerykański scenarzysta filmowy. Laureat Oscara za najlepszy scenariusz adaptowany do filmu Stąd do wieczności (1953) Freda Zinnemanna, oparty na podstawie głośnej powieści Jamesa Jonesa.

## Życiorys
Urodził się w Louisville w stanie Kentucky. Jego pierwsze scenariusze powstały w latach 30. XX w. Stworzył scenariusze do takich filmów, jak: Złoty chłopiec (1939) Roubena Mamouliana, Ranczo złoczyńców (1952) Fritza Langa, Piknik (1955) Joshuy Logana czy Druga strona północy (1977) Charlesa Jarrotta. Taradash podjął się raz również reżyserii filmu na podstawie swojego scenariusza – był to Storm Center (1956) z Bette Davis w roli głównej.
W latach 1977–1979 pełnił funkcję prezesa Gildii Scenarzystów Amerykańskich. To samo stanowisko zajmował w Akademii Filmowej, przyznając co roku statuetki. Hollywoodzki weteran był znany z tego, że do ostatnich lat życia nadal dwa lub trzy razy w tygodniu chodził do kina.